# Adaülf
Adaülf, també trobat com Ataülf, fou bisbe de Barcelona en dates imprecises a mitjans del segle ix. Flórez es basa en diverses fonts d'autors no contemporanis a aquest. Flórez esmenta l'anècdota manllevada que l'autor del martirologi d'Usuard junt amb un tal Odilard, davant del bisbe de Barcelona Adaülf i el vescomte Sunifred, declarant el seu desig d'anar a Còrdova per tal de recuperar diverses relíquies sota la protecció d'un tal Leovigild recomanat pel vescomte i el bisbe. Aquests retornaren a Barcelona l'any 858 amb èxit. L'octubre de 860 assistí al concili celebrat a Tusiaco, a França, segons esmenta Flórez pels Concilia antiquae Galliae de Jacques Sirmond. Per aquesta referència Flórez desacredita el criteri de Diago de situar l'episcopat de Adaülf en dates anteriors i col·locant-ne d'altres en les dates proposades per Flórez.